# Wilson Jermaine Heredia
Wilson Jermaine Heredia (New York, 2 dicembre 1971) è un attore e cantante statunitense.

## Biografia
È noto soprattutto per aver interpretato Angel Dumott Schunard nel musical Premio Pulitzer di Jonathan Larson Rent nell'Off Broadway, a Broadway (1996), Londra (1998), nell'adattamento cinematografico (2005) e nel tour del decimo anniversario (2006). Per la sua performance nella parte ha vinto il Tony Award al miglior attore non protagonista in un musical, il Drama Desk Award al miglior attore non protagonista in un musical ed è stato candidato al Laurence Olivier Award alla miglior performance in un ruolo non protagonista in un musical.

## Filmografia

### Cinema
- Went to Coney Island on a Mission from God... Be Back by Five, regia di Richard Schenkman (1998)
- Flawless - Senza difetti (Flawless), regia di Joel Schumacher (1999)
- Rent, regia di Chris Columbus (2005)
- Johnny Was, regia di Mark Hammond (2006)
- Nailed, regia di Adrian O'Connell (2006)
- Extrema - Al limite della vendetta (Descent), regia di Talia Lugacy (2007)
- iMurders, regia di Robbie Bryan (2008)
- Three Chris's, regia di Zachary Snygg e Hiroo Takaoka (2010)
- The Girl from the Naked Eye, regia di David Ren (2012)
- I Am Bad, regia di David Rackoff (2012)
- Red Butterfly, regia di Jon Alston (2014)
- Bleeding Hearts, regia di Dylan Bank (2015)
- A Minor Variation, regia di Sal Lahoud - cortometraggio (2018)
- The Rainbow Bridge Motel, regia di Scott Rubin e J. Garrett Vorreuter (2018)
- Baron Saturday of Coney Island, regia di Vagabond Alexander Beaumont - cortometraggio (2019)
- Papa Legba of Coney Island, regia di Vagabond Alexander Beaumont - cortometraggio (2020)
- The Blind Seer of Coney Island, regia di Vagabond Alexander Beaumont - cortometraggio (2021)
- Tick, Tick... Boom!, regia di Lin-Manuel Miranda (2021)

### Televisione
- Spin City – serie TV, episodio 1x17 (1997)
- Law & Order - Unità vittime speciali (Law & Order: Special Victims Unit) – serie TV, episodio 1x21 (2000)
- Medium – serie TV, episodio 3x06 (2006)
- Senza traccia (Without a Trace) – serie TV, episodio 6x03 (2007)
- My Gay Roommate – serie TV, episodio 3x04 (2014)
- Banshee - La città del male (Banshee) – serie TV, episodi 3x07-3x10 (2015)
- Blindspot – serie TV, episodio 1x14 (2016)

## Doppiatori italiani
- Fabrizio Vidale in Rent